# Emamabad-e Sistaniha
Emamabad-e Sistaniha (pers. امام ابادسيستانيها) – wieś w północnym Iranie, w ostanie Golestan. W 2006 roku miejscowość liczyła 276 osób w 64 rodzinach.